# قرة قويونلو (تكاب)
قرة قويونلو (بالفارسية: قره قویونلو) هي قرية تقع في إيران في Takab Rural District. يقدر عدد سكانها بـ 315 نسمة بحسب إحصاء 2016.